# Ciprian-Titi Stoica
Ciprian-Titi Stoica (n. 1 mai 1982, Timișoara, România) este un politician român, ales în 2020 deputat și în 2024 senator din partea partidului Alianța pentru Unirea Românilor (AUR). 

## Tinerețe și educație
Ciprian-Titi Stoica s-a născut pe 1 mai 1982, la Timișoara, oraș din județul Timiș, în Republica Socialistă România. Între 1997 și 2001, Stoica a urmat cursurile Colegiului Național Ana Aslan din Timișoara, absolvind cu diploma de bacalaureat. În iunie 2011, pe când se afla la Londra, a obținut Licența de Securitate SIA și calificarea de Expert Operațional Nivel 2 în supraveghere CCTV publică, ambele acreditate de Edexcel BTEC. Din iulie 2014 până în martie 2016, a studiat la Fairfield School of Business din Croydon, Londra, absolvind cu diploma națională în afaceri.
Despre educația lui, Stoica povestește în 2020:
„Am făcut ciclul primar la Liceul Pedagogic, am continuat cu gimnaziul la C.D. Loga. Am făcut primele două clase de liceu la C.D. Loga, iar după aceea m-am transferat la Liceul Sanitar. Acolo am și absolvit liceul. Am fost înscris la două facultăți: Asistență Socială și Management în producție și transporturi. Din cauze financiare, în 2010 am decis să mă stabilesc în Marea Britanie. Am pornit de jos. Am lucrat la început ca ajutor de barman, apoi barman. Am făcut cursul de agent de pază și am devenit agent de pază. Am urcat ierarhic până când am ajuns să fiu un fel de polițist de proximitate acreditat de Poliția Metropolitană”—Ciprian-Titi Stoica către Adevărul, 9 decembrie 2020

## Carieră politică

### Deputat (2020–2024)
În urma alegerilor parlamentare din 2020 pe 6 decembrie, Stoica a fost ales membru al Camerei Deputaților, în circumscripția nr. 37 Timiș, preluând mandatul pe 21 decembrie. În Comisia de regulament a Parlamentului pe 2 februarie 2022, Stoica l-a numit „nazist” pe deputatul minorității germane din România, Ovidiu Ganț.
Stoica și-a motivat gestul spunând că a calificat drept „naziste” metodele folosite în comisia de regulament a Parlamentului, spunând că „Forumul Democrat German este continuatorul de drept al grupului etnic german care a fost condamnat la Tribunalul de la Nürnberg și considerat nazist”.
Pe 7 iunie 2023, știrile din presă spuneau că Stoica a chemat în timpul nopții mai mulți colegi parlamentari din Partidul Social Democrat, Partidul Național Liberal și Uniunea Salvați România, inclusiv liderul PSD Marcel Ciolacu, în stare de ebrietate. Stoica fusese anterior sancționat cu o reducere de 50% a indemnizației pe o perioadă de șase luni, pentru că a perturbat lucrările plenului din 9 și 10 mai ale acelui an. Stoica a declarat că nu fusese în stare de ebrietate, ci suferise de o infecție în gât, respingând afirmația liderului AUR, George Simion, potrivit căreia ar avea probleme cu alcoolul. Stoica și-a cerut scuze față de deputatul PSD Gheorghe Șoldan și a declarat: „Mă voi spovedi la duhovnic”. În aceeași zi, Simion a anunțat că Stoica va fi exclus din AUR. La 1 septembrie, Stoica a explicat pentru Adevărul că este încă membru AUR, deoarece excluderea sa din partid nu a fost încă validată de Consiliul Național de Conducere al AUR.

### Senator (2024–prezent)

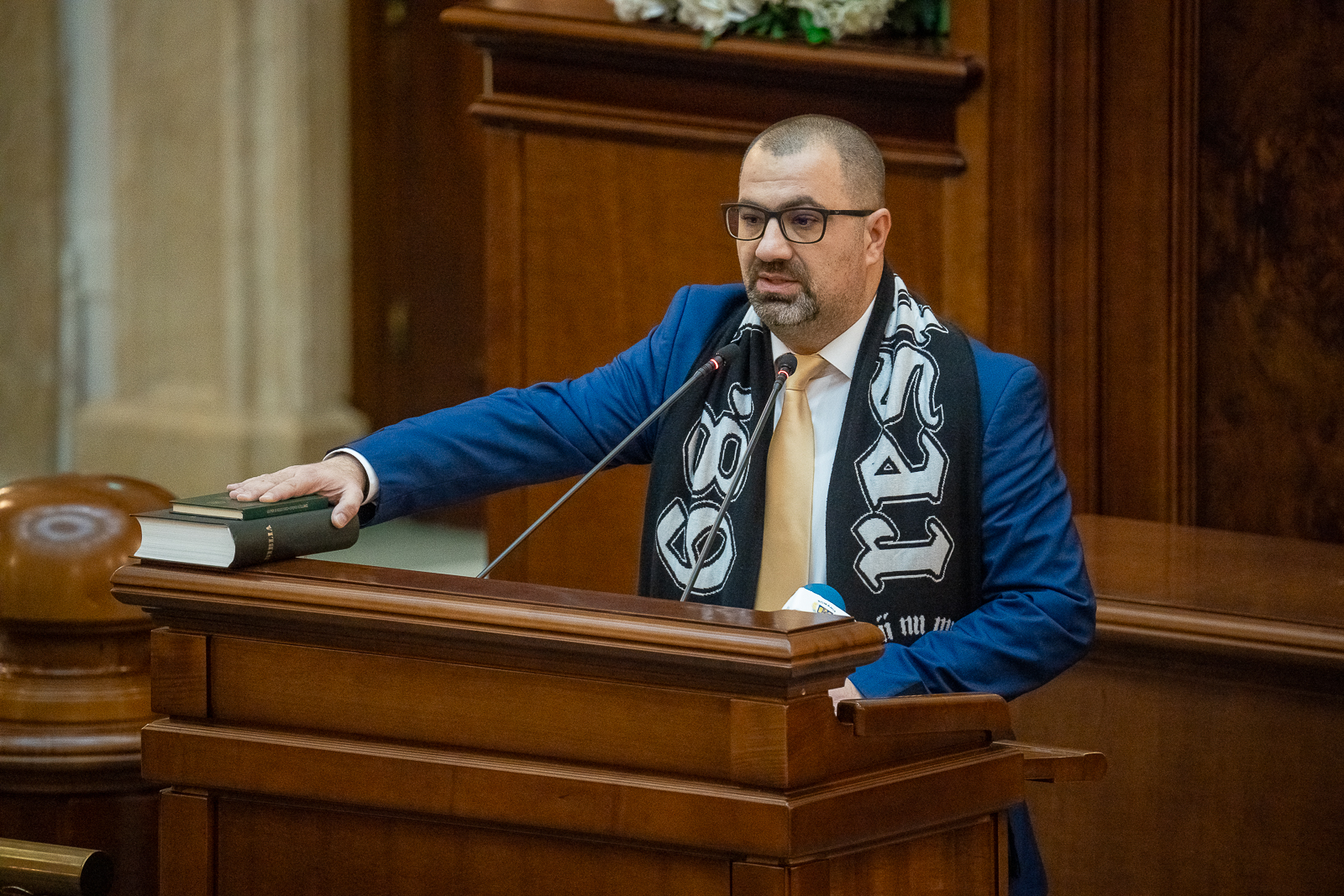
Stoica depunând jurământul în Senat, 21 decembrie 2024

În urma alegerilor parlamentare din 2024 pe 1 decembrie, Stoica a fost ales membru al Senatului României în aceeași circumscripție ca deputat, trecând de la deputat la senator pe 21 decembrie. Ca senator, este membru al Comisiei pentru afaceri europene, precum și Comisiei pentru cercetarea abuzurilor, combaterea corupției și petiții. În plus, din 25 martie 2025, Stoica este membru al grupurilor parlamentare de prietenie pentru Irlanda, Letonia și Ungaria. Pe 22 mai, Stoica a făcut afirmații nefondate privind presupuse fraude electorale în alegerile prezidențiale în România din 2025, după ce Nicușor Dan îl învinsese pe Simion în turul al doilea.
În iunie, și-a exprimat vocal opoziția față de nominalizarea lui Mihai Busuioc ca judecător la Curtea Constituțională a României (CCR), pe care a caracterizat-o drept „nu doar imorală, ci pur și simplu periculoasă pentru securitatea statului nostru”. În iulie, el a criticat politicile economice ale guvernului Ilie Bolojan, referindu-se la ele drept „un jaf legalizat, făcut cu sânge rece”. Începând cu august 2025, Stoica a depus doi declarații politice scrise, a inițiat 190 propuneri legislative, din care 4 promulgate legi, patru proiecte de hotărâre și a adresat 29 întrebări și interpelări.

## Viața personală
Stoica este căsătorit și are un copil.